# تومي غرانت
تومي غرانت هو لاعب هوكي الجليد كندي، ولد في 29 أغسطس 1986 في شمال فانكوفر ‏ في كندا.

## وصلات خارجية
- تومي غرانت على موقع دوري الهوكي الوطني (الإنجليزية)
- تومي غرانت على موقع EliteProspects.com (الإنجليزية)
- تومي غرانت على موقع HockeyDB.com (الإنجليزية)